# Myrrhinidae
Myrrhinidae (лат.) — семейство брюхоногих моллюсков из отряда голожаберных.

## Таксономия
Семейство было впервые выделено в 1905 году под названием Myrrhinidae для новых рода Myrrhine Bergh, 1905 и вида Myrrhine longicirra Bergh, 1905. Позднее оказалось, что Myrrhine является синонимом рода Phyllodesmium из Facelinidae. Исследования ДНК показали, что Facelinidae s.l. являются полифилетичнными, и это семейство было возвращено в использование для частичного разрешения этой ситуации в более узком понимании как Facelinidae s. str.. Семейство Facelinidae s. str. отделено от клады, содержащего роды Dondice Marcus, 1958, Godiva MacNae 1954, Hermissenda Bergh, 1879 и Phyllodesmium Ehrenberg, 1831 (= Myrrhine Bergh, 1905), и не имеет с ним близкого родства. Старейшим валидным названием отдельной парафилетической клады бывших фацелинид, включающей несколько родов фацелинид, является Myrrhinidae Bergh, 1905, и восстановление этого названия в соответствии со статьёй 40.1 МКЗН помогло предварительно решить проблему парафилии традиционного семейства Facelinidae. В дальнейшем «Facelinidae» s. l. по мнению малакоголов необходимо разделить на несколько отдельных семейств в ожидании дальнейшего изучения.
Состав Myrrhinidae (около 50 видов):
- ?Dondice Er. Marcus, 1958 (часть в Nanuca) — около 10 видов[6][7]
- Godiva Macnae, 1954 — 4 вида
- Hermissenda Bergh, 1879 — 3 вида
- Nanuca Er. Marcus, 1957 — 1 вид
- Nemesignis Furfaro & Mariottini, 2021 — 1 вид
- Phyllodesmium Ehrenberg, 1831 (1828) — около 30 видов[8][9][10]

Синонимы
- Myrrhine :Bergh, 1905: синоним рода Phyllodesmium Ehrenberg, 1831 (1828)
- Nemesis Furfaro & Mariottini, 2021: синоним рода Nemesignis Furfaro & Mariottini, 2021 (невалиднное имя: младший омоним рода ракообразных Nemesis Risso, 1826 (Crustacea); Nemesignis — замещающее имя)

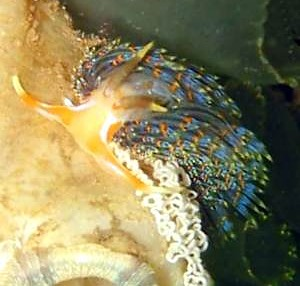
Godiva quadicolor
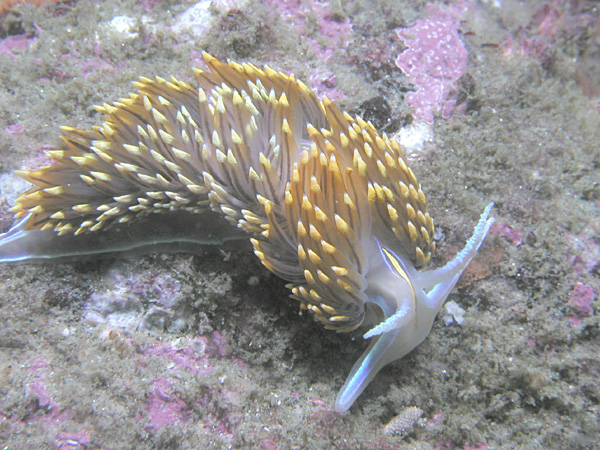
Hermissenda crassicornis
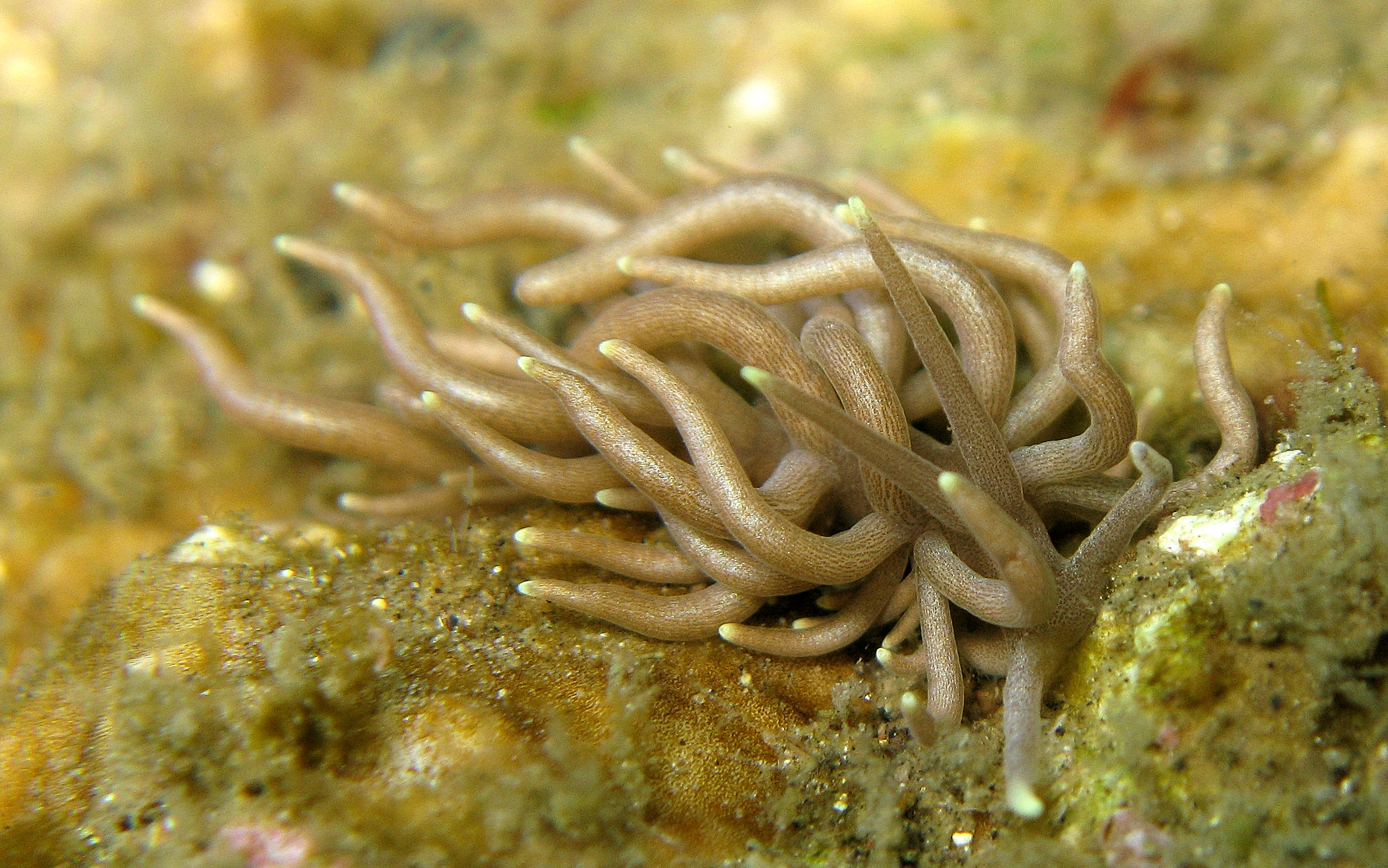
Phyllodesmium briareum

### Комментарии
1. ↑  Таксономические проблемы этой группы связаны с приоритетом и синонимизацией таксонов уровня семейства. Одно из них - Myrrhinidae Bergh, 1905 (Bergh 1905), а другое - Phyllodesmiidae Thiele, 1931 (первоначально предложено как подсемейство, Thiele 1931: 749). Согласно Рудману (1981), род Myrrhine Bergh, 1905 является синонимом рода Phyllodesmium, и эти два семейства относятся к одной таксономической группе, но Myrrhinidae Bergh, 1905 имеют приоритет перед Phyllodesmiidae Thiele, 1931. Согласно статье 40.1 Международного кодекса зоологической номенклатуры (ICZN, 1999), синонимия типового рода в семейной группе не влияет на действительность названия семейной группы (если младшее семейное название не является преобладающим в использовании и старшее название не было заменено до 1961 года). Ни Myrrhinidae Bergh, 1905 (Bergh 1905), ни Phyllodesmiidae Thiele, 1931 никогда не были в преобладающем употреблении. Оба эти семейства редко использовались (например, Risso-Dominguez 1964), никогда не синонимизировались друг с другом в обзорах (например, Thiele 1931; Parker 1982; Vaught 1989), а только с Facelinidae s. l. или Glaucidae s. l. (например, Rudman 1981). Поэтому здесь применили положение статьи 40.1 Международного кодекса зоологической номенклатуры и восстановили Myrrhinidae Bergh, 1905 (Phyllodesmiidae Thiele, 1931) для парафилетической группы бывших фацелинид, включающей роды Phyllodesmium (Myrrhine), Hermissenda, Dondice и Godiva, в соответствии с принципом приоритета[3].